# M'Zouda
M Zouda (franska: M Zouda (CR), M Zouda (Commune Rurale), arabiska: مجاط) är en kommun i Marocko.   Den ligger i provinsen Chichaoua och regionen Marrakech-Safi, i den centrala delen av landet, 300 km sydväst om huvudstaden Rabat. Antalet invånare är 15 151.